# Herman en de zes
Herman en de zes, met als ondertitel; Nieuwe wonderlijke avonturen van Herman van Veen, is het dertiende Nederlandstalige studioalbum van Herman van Veen, verschenen op LP in 1980. Deze plaat werd opgenomen in Wisseloordstudio's te Hilversum, Fendal Soundstudio’s te Loenen aan de Vecht, en de DGG-Studio te Hamburg.
Van het album werd het lied Hallo, ik ben een zanger op single uitgebracht, maar dit nummer bereikte de hitparade niet.
De muziek en liedteksten zijn oorspronkelijk geschreven voor het televisieprogramma voor de jeugd Herman en de zes. Deze televisieserie was het vervolg op De wonderlijke avonturen van Herman van Veen en werd uitgezonden door de KRO in 1980.

## Nummers
| Nr. | Titel                    | Schrijver(s)                        | Duur |
| --- | ------------------------ | ----------------------------------- | ---- |
| 1.  | Hallo, ik ben een zanger | Erik van der Wurff, Herman van Veen | 2:25 |
| 2.  | Boterham met worst       | Erik van der Wurff                  | 1:57 |
| 3.  | De tijd tikt             | Erik van der Wurff, Herman van Veen | 3:07 |
| 4.  | Geen ijsje               | Erik van der Wurff, Herman van Veen | 2:21 |
| 5.  | Op z'n fluitjes          | Erik van der Wurff                  | 1:46 |
| 6.  | In m'n uppie             | Erik van der Wurff, Herman van Veen | 3:34 |
| 7.  | Poffertjes               | Erik van der Wurff                  | 1:03 |

| 1.                 | Op vakantie               | Erik van der Wurff, Herman van Veen | 2:21 |
| 2.                 | Hans en Hans              | Erik van der Wurff                  | 1:28 |
| 3.                 | Als je van metaal bent... | Erik van der Wurff, Herman van Veen | 3:22 |
| 4.                 | Wat droom je vannacht?    | Harry Sacksioni                     | 3:24 |
| 5.                 | Circus                    | Erik van der Wurff, Herman van Veen | 2:23 |
| 6.                 | Ruitenwissers             | Herman van Veen                     | 1:07 |
| 7.                 | En wie is dat...?         | Erik van der Wurff, Herman van Veen | 1:48 |
| Totale duur: 32:06 |                           |                                     |      |